# حادثه بین‌المللی
حوادث بین‌المللی اقدامات یا درگیری‌های به‌ظاهر جزئی و ناچیزی هستند که به مناقشه بین دو یا چند دولت ملی منجر می‌شوند. این حوادث ممکن است از اقدامات غیرعمدی شهروندان یا مقامات دولتی و نظامی یک کشور نشئت گیرند و این امکان هم وجود دارد که ریشهٔ‌آن‌ها در تحریکات عمدی ولی خرد مأموران جاسوسی یک کشور یا گروه‌های تروریستی باشد. حوادث بین‌المللی معمولاً در زمان صلح نسبی روی می‌دهند و حداقل در ظاهر غیرمنتظره‌اند. یکی از اهداف دیپلماسی در دنیای امروزی جلوگیری از تبدیل حادثهٔ بین‌المللی به جنگ است. سازمان ملل متحد، و پیش از آن جامعهٔ ملل، با فراهم آوردن حکمیت تلاش دارند تا حوادث بین‌المللی را بدون استفاده از زور رفع کنند.

## نمونهٔ حوادث بین‌المللی

### قرن نوزدهم
- رویداد کارولین
- بحران فاشودا

### قرن بیستم
- ترور آرشیدوک فرانتس فردیناند - که موجب آغاز جنگ جهانی اول شد. (۱۹۱۴)
- تلگراف زیمرمن
- عملیات گلایویتس
- ماجرای لاون (۱۹۵۴)
- انقلاب ۱۹۵۶ مجارستان
- برپایی دیوار برلین (۱۹۶۱)
- حمله به یواس‌اس لیبرتی (۱۹۶۷)
- یواس‌اس پوبلو (ای‌جی‌ئی‌آر-۲) (۱۹۶۸)
- پرواز شماره ۰۰۷ هواپیمایی کره (۱۹۸۳)
- رویداد یواس‌اس استارک (۱۹۸۷)
- شلیک به پرواز شماره ۶۵۵ ایران ایر در ۱۹۸۸
- پرواز شماره ۱۰۳ پان‌آم (۱۹۸۸)

### قرن بیست و یکم
- مسمومیت الکساندر لیتویننکو در لندن (۲۰۰۶)
- دستگیری سربازان بریتانیا توسط سربازان ایران در سال ۲۰۰۷
- حمله اسرائیل به کاروان کمک‌رسانی غزه (۲۰۱۰)
- بمباران یون‌پیونگ (۲۰۱۰)
- شلیک به پرواز شماره ۱۷ هواپیمایی مالزی (۲۰۱۴)
- قتل جمال خاشقجی (۲۰۱۸)
- رسوایی امنیتی کارلوس غصن (۲۰۱۸).